# Каллист (Уэр)
Митрополи́т Ка́ллист (англ. Metropolitan Kallistos, греч. Μητροπολίτης Κάλλιστος, в миру Ти́моти Ри́чард Уэ́р, англ. Timothy Richard Ware; 11 сентября 1934, Бат, Сомерсет — 24 августа 2022, Оксфорд, Юго-Восточная Англия) — епископ Константинопольской православной церкви, титулярный митрополит Диоклийский (1982—2022), викарий Фиатирской архиепископии.

## Биография
Родился 11 сентября 1934 года в английском городе Бате, Сомерсет, в англиканской семье. Согласно некоторым данным[уточнить], в 17 лет впервые познакомился с православием, а на его духовное становление оказали большое влияние отец Василий (Кривошеин), Николай Зернов и архимандрит Лев (Жилле). 14 апреля 1958 года Тимоти Уэр принял православие. В 1963 году провёл шесть месяцев в монастыре Русской православной церкви заграницей в Канаде. В середине 1960-х годов возвратился в Великобританию и стал секретарём архиепископа Фиатирского Афинагора II (Коккинакиса).
В 1965 году был хиротонисан во диакона. Продолжительное время провёл в монастыре святого Иоанна Богослова на острове Патмосе (Греция), где в 1966 году принял монашеский постриг с именем Каллист. В этом же году был хиротонисан во иеромонаха.
По возвращении в Англию стал профессором богословия Оксфордского университета, где с 1966 по 2001 год читал лекции по православному богословию.
С 1979 года возглавлял греческий православный приход в Оксфорде. В 1982 году был избран викарным епископом Константинопольского патриархата в Великобритании, помощником архиепископа Фиатирского и Великобританского, с титулом епископ Диоклийский.
После выхода на пенсию в 2001 году епископ Каллист продолжил лекционную и писательскую деятельность. Он является председателем группы Friends of Orthodoxy on Iona («Друзья Православия на острове Айона») и «Друзья горы Афон». Возглавлял совет директоров Института православных христианских исследований в Кембридже. Председатель смешанной комиссии по православно-англиканскому диалогу.
30 марта 2007 года Священный синод Константинопольского патриархата предоставил епископу Каллисту титул митрополита Диоклийского.
14 августа 2022 года ряд СМИ сообщили, что состояние здоровья митрополита оценивается как критическое, но он получает всю необходимую помощь.
Cкончался около часа ночи 24 августа 2022 года.